# Keycloak
Keycloak是一个开源软件产品，旨在为现代的应用程序和服务，提供包含身份管理和访问管理功能的单点登录工具。截至2018年3月，红帽公司负责管理这一JBoss社区项目，并将其作为他们RH-SSO产品的上游项目。从概念的角度上来说，该工具的目的是，只用少量编码甚至不用编码，就能很容易地使应用程序和服务更安全。

## 历史
Keycloak的第一个生产版本发布于2014年9月，其开发始于大约一年前。2016年，红帽公司将其RH SSO产品由基于PicketLink框架，切换为基于Keycloak上游项目。在此之前，PicketLink的代码已经被并入了Keycloak。
某种程度上，Keycloak现在也可以被认为是红帽公司JBoss SSO开源产品的一个替代，在这之前JBoss SSO是被PicketLink所取代的。截至2018年3月年JBoss.org是将旧的jbosssso子站点重定向到Keycloak网站的。JBoss这一名称是一个注册商标，红帽公司改变了其上游开源项目的名称，以避免使用JBoss，JBoss AS被更名为更具有辨识度的WildFly。

## 功能
Keycloak的众多功能包括：
- 用户注册
- 社会化登录（英语：Social login）
- 单点登录/登出，在同一Realm中可跨所有应用（Realm是Keycloak中定义的概念）
- 双重认证
- LDAP集成
- Kerberos代理
- 多组织中，每个Realm可自定义皮肤

## 组件
Keycloak有2个主要组件：
- Keycloak服务器
- Keycloak应用适配器